# Ross Katz
Ross Katz, né le 19 mai 1971 à Philadelphie, est un réalisateur, scénariste et producteur américain.

## Filmographie

### Producteur
- 1999 : Trick
- 2001 : In the Bedroom
- 2002 : Le Projet Laramie (The Laramie Project)
- 2003 : Lost in Translation
- 2006 : Marie-Antoinette
- 2009 : Road, Movie
- 2009 : L'Honneur d'un marine (Taking Chance)
- 2016 : Un choix (The Choice)

### Réalisateur
- 2009 : L'Honneur d'un marine (Taking Chance)
- 2014 : Adult Beginners
- 2016 : Un choix (The Choice)

### Scénariste
- 2009 : L'Honneur d'un marine (Taking Chance)
- 2012 : The Amateur American